# Le Souvenir de vos lèvres
Pour plus de détails, voir Fiche technique et Distribution.
Le Souvenir de vos lèvres (titre original : This Time for Keeps) est un film américain en Technicolor réalisé par Richard Thorpe, sorti le 17 octobre 1947.

## Synopsis
Rentrant chez lui à la fin de la guerre, un soldat ne veut pas travailler dans la compagnie d'opéra de son père et souhaite mettre un terme à sa relation amoureuse d'avant-guerre.
Le film a été tourné en couleurs dans le Grand Hotel sur l'île Mackinac du grand lac Huron, au nord des États-Unis.

## Fiche technique
- Titre original : This Time for Keeps
- Titre français : Le Souvenir de vos lèvres
- Réalisation : Richard Thorpe
- Scénario : Gladys Lehman, d'après une histoire de Erwin S. Gelsey et Lorraine Fielding
- Musique : Calvin Jackson et George Stoll (non crédités)
- Direction artistique : Randall Duell et Cedric Gibbons
- Chorégraphie : Stanley Donen
- Décorateur de plateau : Henry Grace
- Photographie : Karl Freund
- Montage : John D. Dunning
- Producteur : Joe Pasternak
- Société de production : MGM
- Société de distribution : Loew's, Inc.
- Pays de production :  États-Unis
- Langue d'origine : anglais américain
- Format : couleur (Technicolor) — 35 mm — 1,37:1 — son : mono (Western Electric Sound System)
- Genre : comédie romantique, film musical
- Durée : 105 minutes
- Date de sortie :
  - États-Unis : 17 octobre 1947
  - France : 12 mai 1950

## Distribution
- Esther Williams : Leonora Cambaretti
- Johnnie Johnston (en) : Dick Johnson
- Jimmy Durante : Ferdi Farro
- Lauritz Melchior : Richard Herald
- Xavier Cugat : lui-même
- May Whitty : Grand-mère Cambaretti
- Sharon McManus : Deborah Cambaretti
- Dick Simmons : Gordon
- Mary Stuart : Frances Allenbury
- Ludwig Stossel : Peter
- Dorothy Porter : Merle
- Tommy Wonder : lui-même
- Anne Francis : la fille en socquettes
- Nella Walker : Harriet Allenbury (non créditée)

## Bande originale
- « Little Bit This and a Little Bit That » et « Inka Dinka Doo » : paroles et musique de Jimmy Durante, interprétés par Jimmy Durante
- « Easy to Love » : paroles et musique de Cole Porter
- « I Love to Dance » :  paroles et musique de Burton Lane et Ralph Freed, interprété par Xavier Cugat et son orchestre, avec Lina Romay
- « Why Don't They Let Me Sing a Love Song » et « Little Big Shot » : paroles et musique de Harry Akst et Benny Davis
- « M'Appari », extrait de l'opéra Martha, musique de Friedrich von Flotow, livret de Friedrich Wilhelm Riese, interprété par Lauritz Melchior
- « Ten Percent Off » et « S'No Wonder They Fell in Love » : paroles et musique de Sammy Fain et Ralph Freed
- « I'll Be with You in Apple Blossom Time » : musique d'Albert Von Tilzer, paroles de Neville Fleeson
- « Ora è per sempre addio », extrait de l'opéra Otello, musique de Giuseppe Verdi, livret d'Arrigo Boito, interprété par Lauritz Melchior
- « La donna è mobile », extrait de l'opéra Rigoletto, musique de Giuseppe Verdi, livret de Francesco Maria Piave, interprété par Lauritz Melchior
- « The Lost Chord » : paroles et musique d'Earl Brent et Jimmy Durante, interprété par Jimmy Durante
- « When It's Lilac Time on Mackinac Island » : paroles et musique de Lesley Kirk
- « Chiquita Banana » : paroles et musique de Leonard McKenzie, Garth Montgomery et William Wirges
- « Un poquito de Amor » : paroles et musique de Raul Soler et Ralph Freed
- « I Det Fri » : paroles et musique de S. Anderson